# Џу Чен
Џу Чен (кин: 諸宸) је шаховски велемајстор из Кине.
Рођена је 16. марта 1976. (Венџоу, Џеђанг, Кина)
Са двадесет пет година победила је Александру Костењук из Русије резултатом 5:3 на нокаут турниру 2001/2002. за титулу женског шампиона света у шаху и тако постала једанаеста светска шампионка.
Године 1988. постала је прва кинеска шахисткиња која је победила на једном међународном шаховском шампионату победивши у Румунији на светском шампионату за девојчице испод 12 година.
Била је светска јуниорска шампионка 1994. и 1996.
Такмичи се под заставом Катара.